# Gare de Saint-Médard-d’Eyrans
Gare de Saint-Médard-d'Eyrans vasútállomás Franciaországban, Saint-Médard-d’Eyrans településen.

## Vasútvonalak
Az állomást az alábbi vasútvonalak érintik:
- Bordeaux–Sète-vasútvonal

## Kapcsolódó állomások
A vasútállomáshoz az alábbi állomások vannak a legközelebb:
- Gare de Cadaujac (Gare de Bordeaux-Saint-Jean, Bordeaux–Sète-vasútvonal)
- Gare de Beautiran (Gare de Sète, Bordeaux–Sète-vasútvonal)